# 約翰·亨斯利
約翰·亨斯利（John Carter Hensley II，1977年8月26日—）是美國的一位演員和電視導演。他最著名的角色是在整容室中飾演Matt McNamara角色。